# فرناندو گی‌ین
فرناندو گی‌ین (اسپانیایی: Fernando Guillén‎) بازیگر باسابقهٔ اهل اسپانیا بود.
از فیلم‌ها یا مجموعه‌های تلویزیونی که وی در آن‌ها نقش داشته است، می‌توان به امضاکنندگان ذیل، بیمارستان مرکزی، انگیزه‌های شخصی، فرار مغزها، همه چیز درباره مادرم و زنان در آستانه فروپاشی عصبی اشاره نمود.